# Lysius Salomon
Louis Lysius Félicité Salomon (30 de junio de 1815 – 19 de octubre de  1888) fue un miembro de la clase comerciante acomodada negra haitiana y luego Presidente de Haití desde 1879 hasta 1888, bajo la vigencia de la Constitución de 1879 y el intervencionismo extranjero. Hundió las reservas financieras de Haití sacando la riqueza del país y tuvo que dejar su cargo por las rebeliones contra su gobierno.

## Deportación
Salomon nació en 1815 en Les Cayes, al suroeste de Haití, en una poderosa familia del Sur haitiano, enfrentada a las élites de mulatos. Durante la presidencia de Charles Rivière-Hérard (1843-1844), estos enfrentamientos provocaron que su familia tuviese que exiliarse a Neyba (República Dominicana) so pena de arresto. Sin embargo en cuanto subió al poder Faustin Soulouque (1782), Salomon retornó junto con otros líderes negros para colaborar con el nuevo gobierno conduciendo, Salomon, el ministerio de finanzas. Entonces se dedicó a monopolizar las transacciones de exportación del café y algodón haitiano, a conducir las importaciones extranjeras a través de los monopolios estatales y gravas con aranceles la entrada de capital. Como resultado al férreo control el contrabando y la piratería se multiplicaron. Tras la caída de Soulouque, en 1859, Salomon fue deportado y se refugió en París y Londres donde se fue educando en el capitalismo.

## Ascensión
El 18 de agosto de 1879, Louis volvió a Haití y fue nombrado Presidente Constitucional tras la renuncia de Pierre Théoma Boisrond-Canal y el gobierno provisional de Joseph Lamothe. Contó con el apoyo popular y el de la Asamblea Nacional para ejercer el cargo durante un período de 7 años, conforme a la Constitución de 1879. Se proponía reiniciar desde el principio la educación pública, solventar las deudas nacionales, aumentar la productividad agrícola, mejorar el ejército y arreglar la administración pública. 
Creó el Banco Nacional y hacia 1880 reanudó los pagos de deuda a Francia. La década de 1880 vio una enorme cantidad de esfuerzo por parte de la administración de Salomon para traer la modernización a Haití. Adhirió al país a la Unión Postal Universal y publicó los primeros sellos en octubre, concediendo a una empresa de cable británica el derecho de conectar Puerto Príncipe y Kingston y hacia 1887 negoció para unir Môle Saint-Nicolas con Cuba. Invirtió mucho en ampliar el ejército, así las fuerzas contaban con 16.000 hombres, asignados a 34 regimientos de infantería y 4 regimientos de artillería. Además reorganizó la jerarquía reduciéndola a soldados rasos y generales.

### Relaciones Diplomáticas
En mayo de 1883, Salomon ofreció a los Estados Unidos la Isla de la Tortuga, a cambio de la protección estadounidense. En noviembre, Salomon volvió ofreciendo Môle Saint-Nicolas y Tortuga a EE. UU., pero ambas ofertas no fueron aceptadas.
El gobierno de El Salvador bajo la administración de Rafael Zaldívar juzgó conveniente y útil el establecimiento de relaciones diplomáticas con Haití y en el 14 de julio de 1883 crearon una legación de segundo orden en Haití bajo el mando del diplomático Joseph Woolley con el carácter de encargado de negocios. En el 22 de marzo de 1884, Salomón mandó una carta al presidente reelecto de El Salvador, Rafael Zaldívar, dándole gracias por participarle la noticia de su elección y, en sus palabras traducidas, por "(asegurarle) al propio tiempo que no dejará de cultivar y hacer más estrechos los vínculos de amistad que existen entre ambos países;" al mismo tiempo aseguró que será recíproco en sus esfuerzos "para obtener el satisfactorio resultado de una estrecha unión entre ambas repúblicas."

## Conspiración y Rebelión
Cuatro meses antes del inicio de la presidencia de Salomon, algunos refugiados haitianos de Kingston contactaron con la élite de Puerto Príncipe para dar un golpe de Estado. Cuando Salomon viajó al sur, el general Nicholas se dirigió a Saint-Marc para planear otro golpe pero se toparon con soldados del gobierno. En 1883 algunos rebeldes exiliados haitianos, incluyendo a Jean-Pierre Boyer-Bazlais y Desormes, alcanzan las costas haitianas desde Jamaica y Cuba para comenzar otro golpe.
La administración de Salomon se hundía: agotaba los recursos en pagar la deuda de Haití a Francia y además, durante 1881-1882, hubo un brote de viruela en todo el país que hundió en la miseria a la banca. En abril de 1883, desde la isla de Caicos, al norte, llegaron rebeldes contra Salomon y su administración, pero fueron aplastados por las tropas de gobierno.
Desde 1884 hasta el final de su presidencia, Salomon afrontó numerosas rebeliones, desde el sur se sublevaron las ciudades de Jérémie, y en julio Jacmel. En octubre, un gran conflicto surgió entre las fuerzas del gobierno de Salomon, los rebeldes exiliados en Cuba y Jamaica y los caiconeses, que asediaron y consiguieron hacerse con Miragoâne. Se incendiaron los edificios del gobierno y hubo asesinatos en masa de gente de la élite, extranjeros y comerciantes. Este conflicto se denominó como "La Semana Sangrienta". Posteriormente Miragoâne cayó ante las tropas del gobierno.
Después de la rebelión se publicó el escándalo llamado "Affaire des Mandays" que implicó al Banco Nacional, al director (francés), al principal contable (británico) y al gobierno haitiano.

## Dimisión y muerte
Aun así continuó Salomon en el poder. La Asamblea Nacional en junio de 1886 lo reeligió como Presidente Constitucional para otro período de 7 años, pero en 1887, Puerto Príncipe se rebeló por la falta de libertad individual y el sistema tiránico del gobierno. Los funcionarios del gobierno le retiraron el apoyo a Salomon y hacia 1888 la norteña ciudad de Le Cap se rebeló. Salomon dejó al fin Haití el 10 de agosto instalándose en París, donde murió el 19 de octubre de 1888.